# Pikaia
Pikaia  är en numera utdöd, mycket tidig form av fiskliknande djur, från mellersta kambrium. Detta djur var det första som var försett med något som liknar en ryggrad och tas därför som en trolig förfader till alla ryggradsdjur. En nutida motsvarighet är lansettfisken.